# Phaonia algida
Phaonia algida este o specie de muște din genul Phaonia, familia Muscidae, descrisă de Zinovjev în anul 1983.
Este endemică în Kazakhstan. Conform Catalogue of Life specia Phaonia algida nu are subspecii cunoscute.